# Belval-sous-Châtillon
Belval-sous-Châtillon település Franciaországban, Marne megyében. Lakosainak száma 171 fő (2022. január 1.). Belval-sous-Châtillon Chaumuzy, Cuchery, Damery, Fleury-la-Rivière, La Neuville-aux-Larris, Venteuil és Cœur-de-la-Vallée községekkel határos.

## Népesség
A település népességének változása:
| Lakosok száma | 136  | 134  | 149  | 163  | 175  | 155  | 147  | 161  | 168  | 171  |
|               | 1968 | 1982 | 1990 | 2006 | 2013 | 2015 | 2017 | 2019 | 2020 | 2022 |